# Яхтан
Яхтан (тадж. Яхтан) — село, находящееся в Ганчинском районе Согдийской области Таджикистана. Входит в состав джамоата Яхтан, образованного в 1930 году из восьми кишлаков Лолазор, Шохин, Даштикон, Хуштоири-Мухлон, Ходжа Тохир, Богистон, Бахт и Яхтан, общей площадью 16 850 га.
Яхтан — одно из наиболее развитых сёл джамоата, поселение возникло более 1000 лет назад на Великом шёлковом пути. В 2013 году Яхтан занял третье место в категории «лучший населённый пункт» среди джамоатов на ежегодном конкурсе, проводящимся в канун дня независимости Таджикистана.

## Известные уроженцы
Яхтан — родина Героя Советского Союза (1944) Урумбека Якибова, получившего высокое звание за героизм проявленный во время форсирования Днепра.